# ینیبوسنا (متروی استانبول)
ینیبوسنا (انگلیسی: Yenibosna) یکی از ایستگاه‌های شاخه اِی خط ام۱ متروی استانبول است.
این ایستگاه که در منطقه باقرکوی قرار دارد در سال ۱۹۹۵ تاسیس شده‌است.